# Relaciones República Árabe Saharaui Democrática-Venezuela
Las relaciones Sahara Occidental-Venezuela son las relaciones internacionales entre la República Árabe Saharaui Democrática y Venezuela.

## Historia
Venezuela reconoció la RASD el 3 de agosto de 1982 y las relaciones diplomáticas formales se establecieron en diciembre de ese año, durante el gobierno de Luis Herrera Campins. La embajada  saharaui  fue inaugurado en Caracas en 1982, y la embajada venezolana en Argelia fue acreditado a la RASD.
El 5 de octubre de 2004, un Convenio Integral de Cooperación fue firmado por el ministro de Energía y Minas Rafael Ramírez y ministro de Cooperación saharaui Salek Baba. El 31 de enero de 2007, once estudiantes saharauis llegaron a Venezuela para hacer refinería de petróleo estudios en Cumaná, en el marco del Programa Internacional de Becas de Venezuela. En abril de 2010, el Viceministro de Asuntos Exteriores de Venezuela para África Reinaldo Bolívar se reunió en el marco de la convención con saharaui embajador Omar Ahmed Emboirik, la revisión de las posibilidades de cooperación educativa. El 27 de octubre de 2011, el acuerdo complementario a la integral de los recursos hídricos Convenio de Cooperación fue firmado por el Viceministro de Agua de la Ministerio del Poder Popular para Ecosocialismo y Aguas Cristóbal Francisco Ortiz y el embajador saharaui.